# Palazzo Gallavresi
Palazzo Gallavresi (o Palazzo della Marchesa) è un edificio pubblico risalente con ogni probabilità alla seconda metà del XIII secolo, situato nel centro storico della città di Caravaggio, in Lombardia. L'edificio, precedentemente noto come Palazzo Sforza-Colonna dal 1947 è sede dell'amministrazione comunale.

## Storia
Non si conosce la data esatta di costruzione dell'edificio, anche se un valido terminus post quem è dato dallo stile tardogotico degli archi ogivali degli ampi portici della facciata principale, che indica un'edificazione sicuramente successiva alla metà del XIII secolo (il gotico si diffuse solo in questo periodo in Lombardia). Si trattò tuttavia, con ogni probabilità, del rifacimento di un edificio già preesistente.
Il palazzo fu sede dell'amministrazione comunale già nel primo XIV secolo; nel corso dei secoli passò poi in mano ai privati, a partire dai marchesi della casata Sforza, feudatari di Caravaggio, ai marchesi Villani e alla famiglia Schizzi. Gli ultimi proprietari furono i signori Bellinzaghi e Gallavresi, che ne mantennero la proprietà fino alla prima metà del XX secolo.
Appena dopo la Liberazione l'amministrazione cittadina riacquistò il palazzo dalla famiglia Gallavresi per trasferirvi la sede municipale, precedentemente collocata nell'attuale via Mangone.
Il palazzo venne profondamente ristrutturato nel 1981; i lavori di risistemazione della facciata hanno consentito di mettere in maggiore evidenza lo stile gotico-lombardo dell'edificio.

## Caratteristiche architettoniche

### Pianta
Il palazzo, a pianta rettangolare, presenta una facciata anteriore che si affaccia sulla prospiciente piazza Garibaldi (l'antica Piazza Grande, la piazza centrale della città); è circondato dalle strade pedonali del centro storico sugli altri tre lati.
Osservando le vecchie mappe si può rilevare l'esistenza di due passadizzi che anticamente collegavano l'edificio con due case laterali, quella del Podestà e quella del Governatore; questi furono distrutti nel 1850, durante la proprietà Bellinzaghi.

### Facciata
La facciata del palazzo ne evidenzia lo stile lombardo-gotico: il portico si compone di eleganti archi a sesto acuto, risalenti al XV secolo, con elementi in cotto a vista; le finestre del primo piano, in maniera analoga, presentano archi a sesto acuto, con lievi strombature. A fianco delle finestre gotiche sono visibili le tracce di finestre rinascimentali, dotate di cornici in cotto lavorato. Fra una finestra e l'altra si trovava inoltre, in passato, lo stemma nobiliare dei signori del borgo (nell'ordine, i Visconti, gli Sforza, i Villani e gli Schizzi).
Al centro della facciata principale è collocata una parlera, un balconcino destinato ad essere impiegato per veicolare i discorsi del borgomastro alla cittadinanza; in corrispondenza della parlera, la facciata presenta un timpano emergente dalla sommità.
Al di sopra dei portici sono oggi presenti dei medaglioni marmorei con bassorilievi dei fautori dell'Unità d'Italia, opera dello scultore pavese Giovanni Spertini. Sono raffigurati i busti di Giuseppe Mazzini, Giuseppe Garibaldi, Vittorio Emanuele II e Camillo Benso, conte di Cavour. La loro realizzazione risale agli anni compresi fra il 1884 ed il 1889.

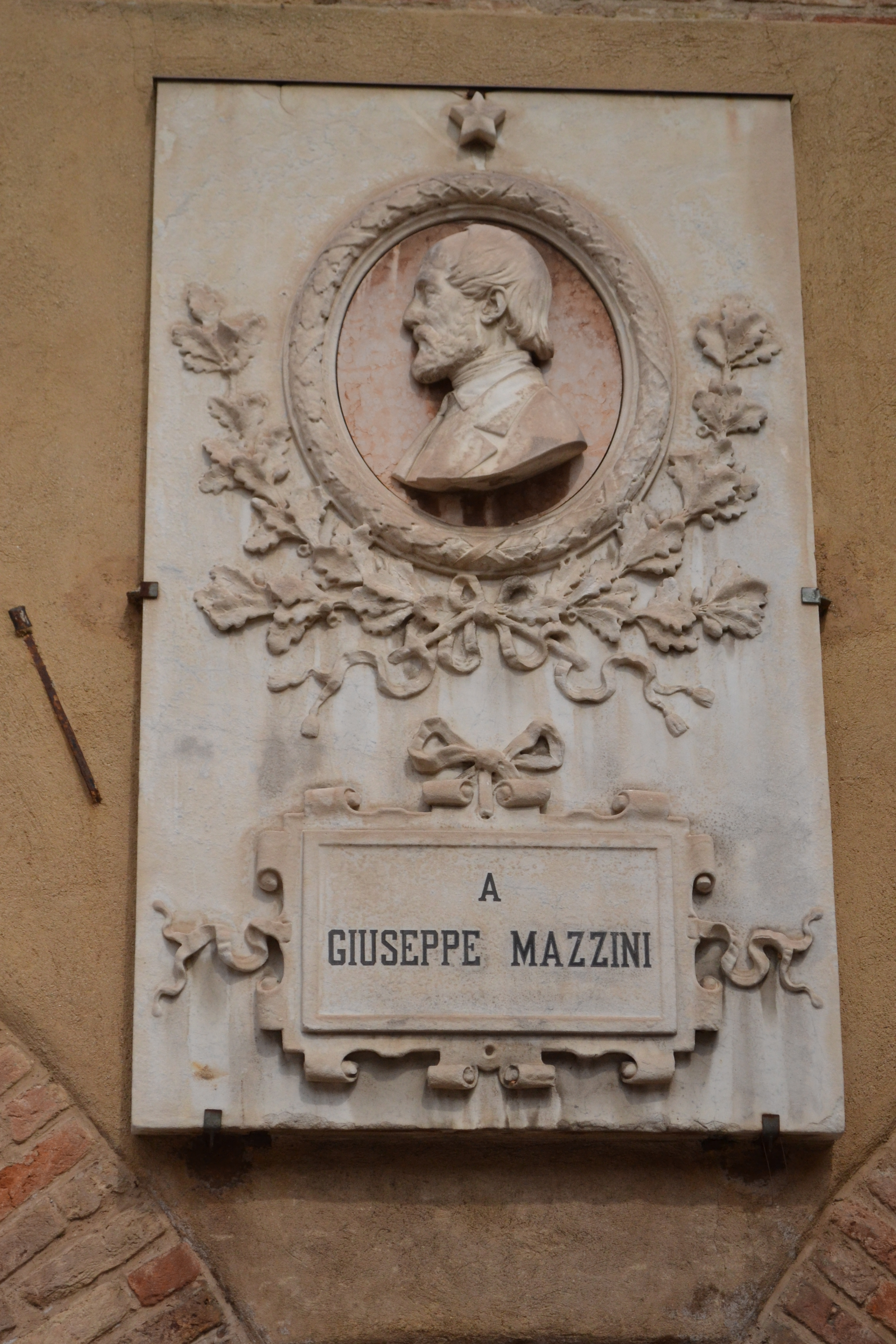
Bassorilievo dedicato a Giuseppe Mazzini
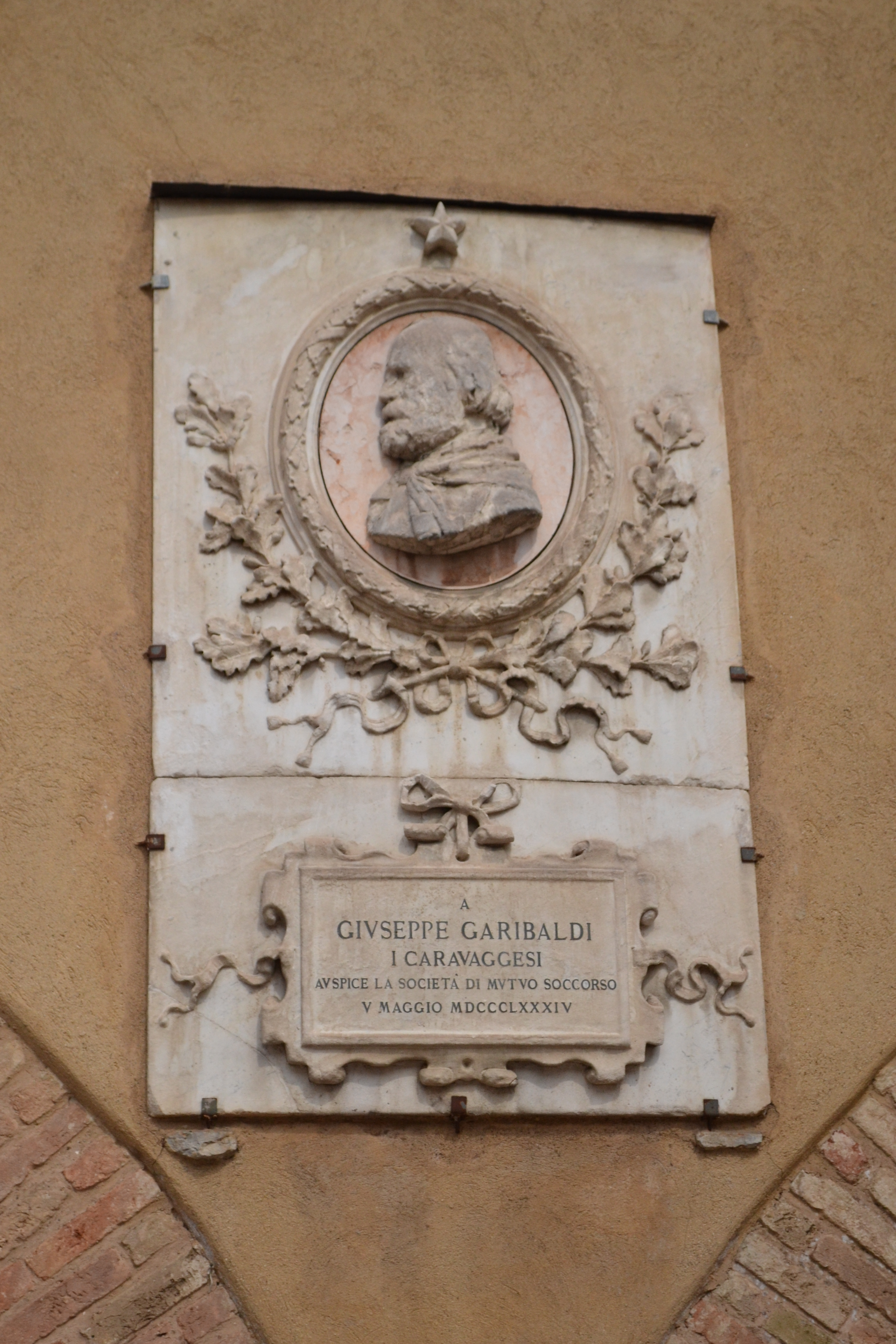
Bassorilievo dedicato a Giuseppe Garibaldi
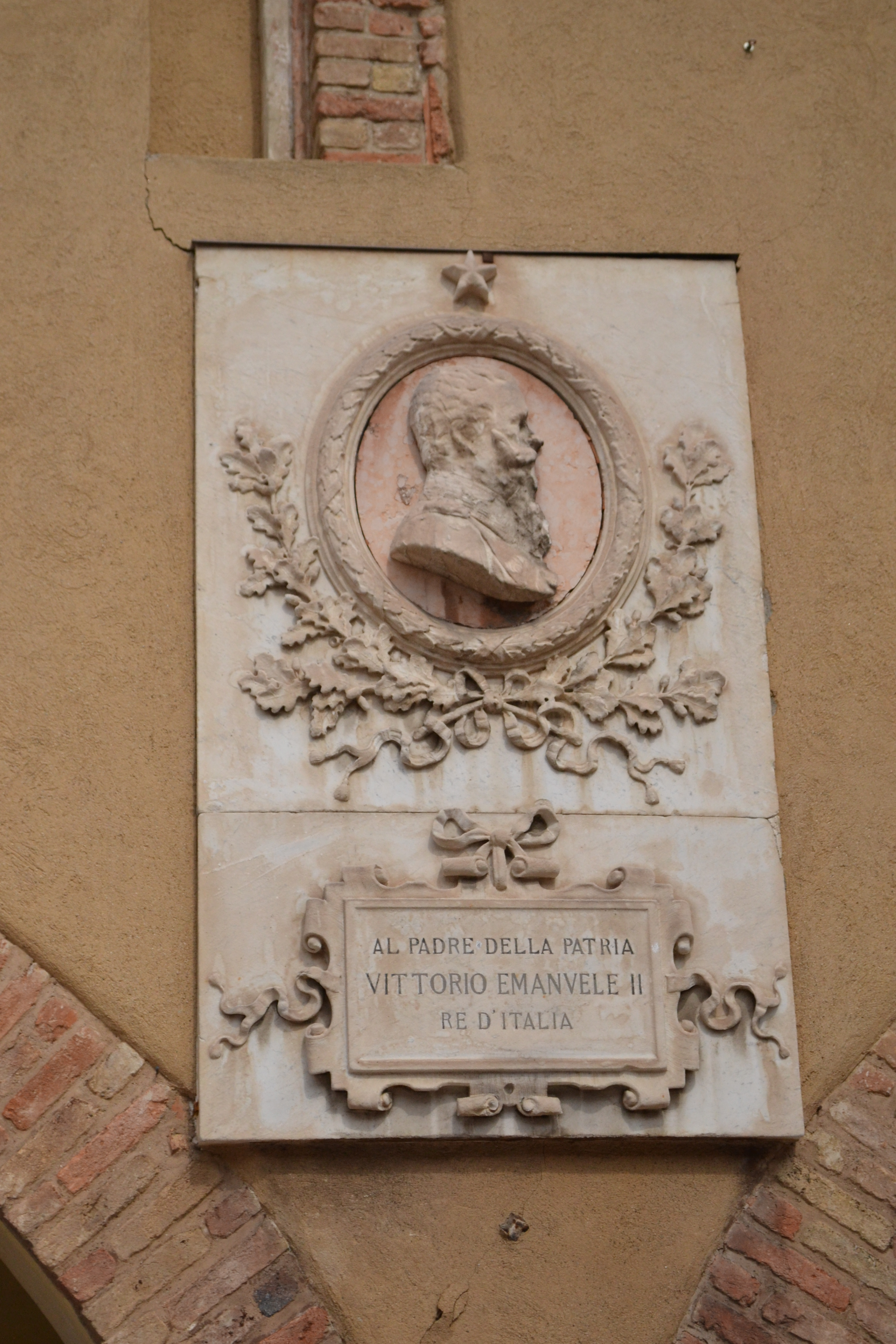
Bassorilievo dedicato a Vittorio Emanuele II
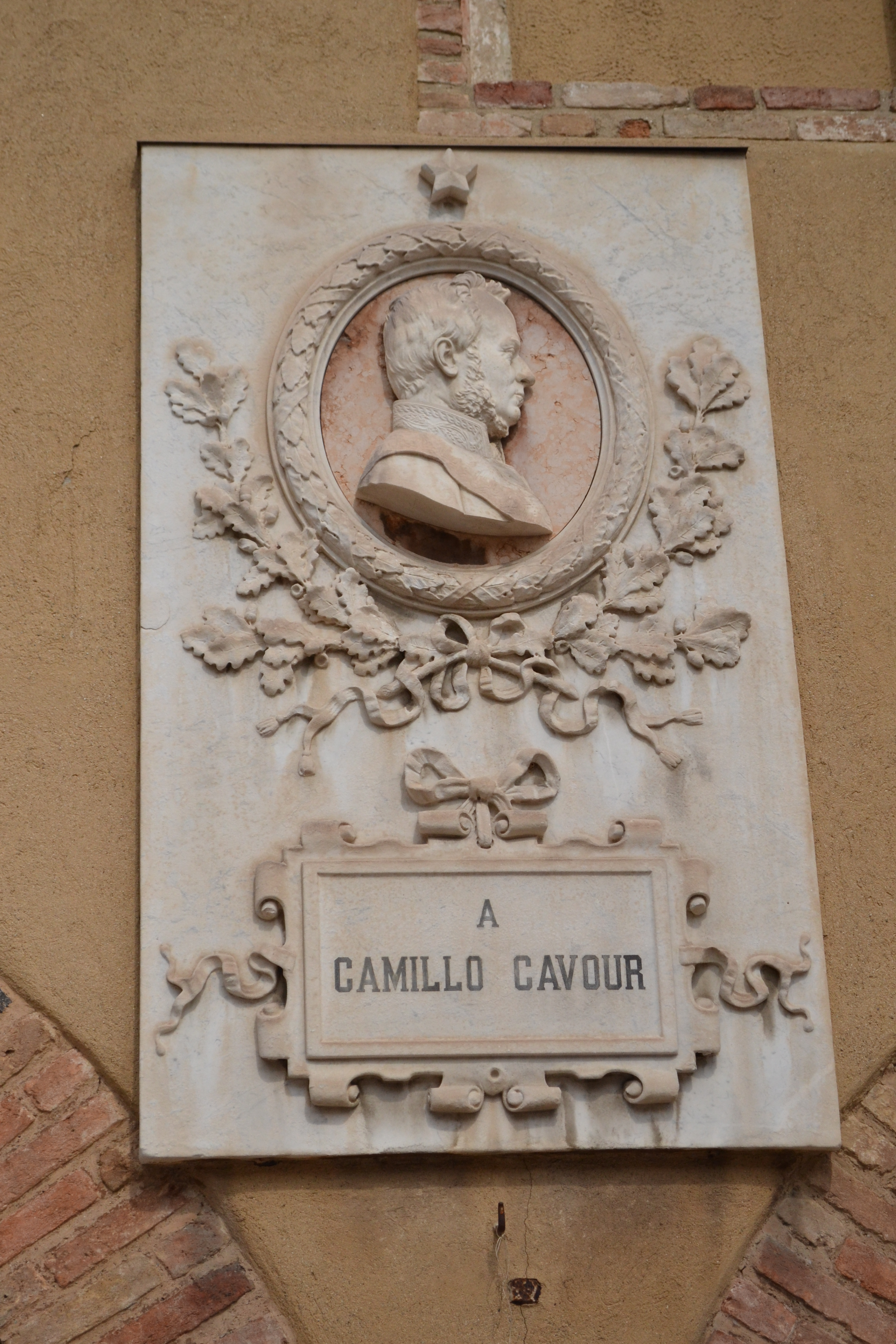
Bassorilievo dedicato a Camillo Cavour

### Struttura interna
La caratteristica principale dell'interno del palazzo è un imponente scalone d'onore con cielo decorato che conduce alla vasta sala consiliare, situata al primo piano; la sala, dal caratteristico stile barocco, è certamente la più maestosa dell'intero edificio, ed è caratterizzata da un soffitto a cassettoni e da una fascia decorativa che la circonda sui quattro lati con una loggia popolata da putti alati musicanti. Le pareti presentano gradevoli decorazioni barocche in affresco. I pregevoli lampadari della sala, in ferro battuto, sono opera di Alessandro Mazzucotelli e Tancredi Guerrerio. Il pavimento è costituito da un mosaico che raffigura lo stemma della città. All'ingresso della sala campeggia un busto di Emilio Gallavresi, deputato al Parlamento italiano nelle file del Partito Socialista Italiano che nacque e visse nell'edificio; la scultura è opera di Enrico Pancera.

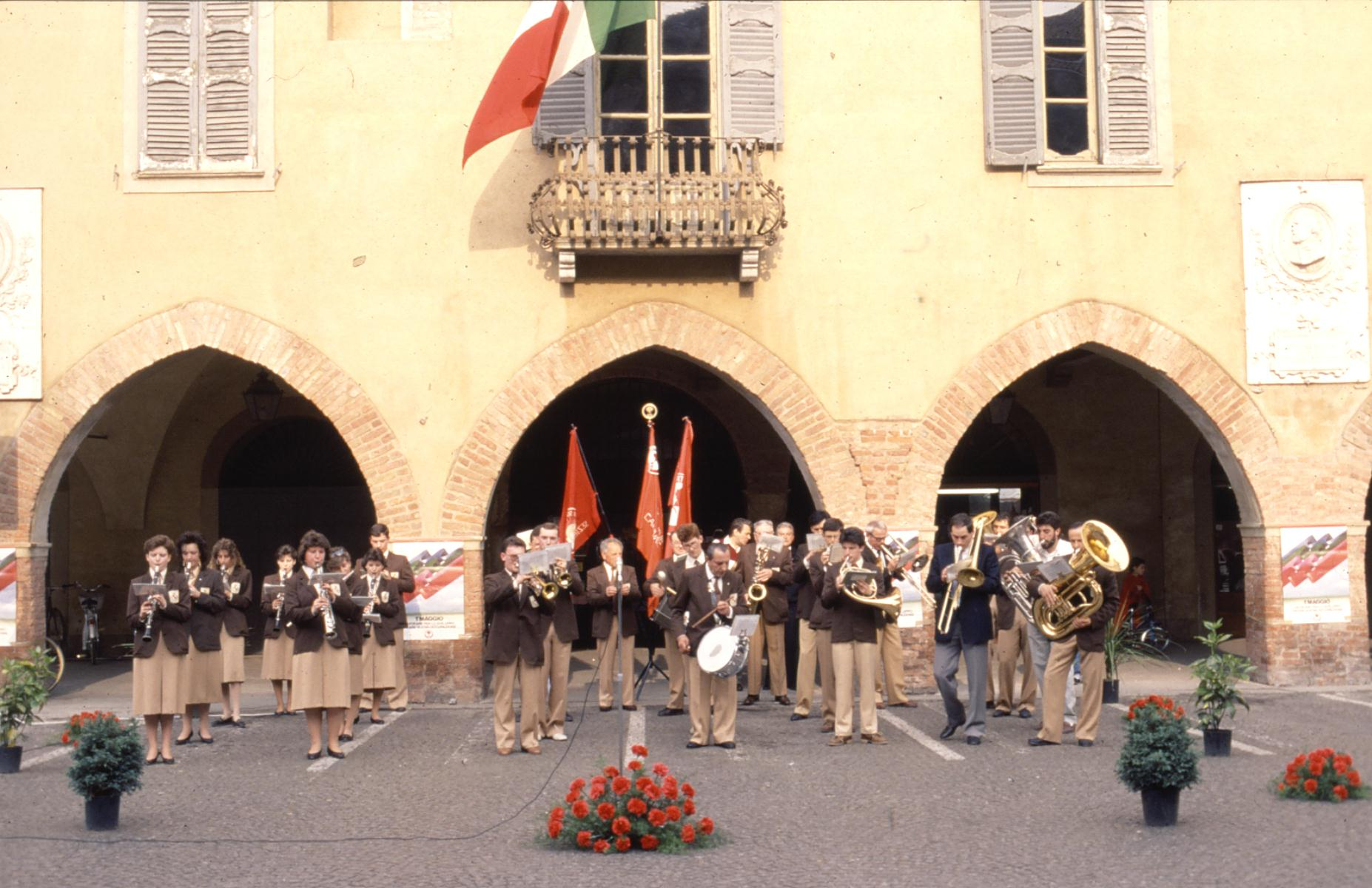
Il Palazzo in occasione dei festeggiamenti per la Festa dei lavoratori del 1º maggio 1987
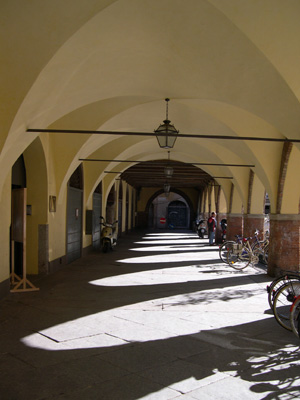
Il portico di fronte al palazzo
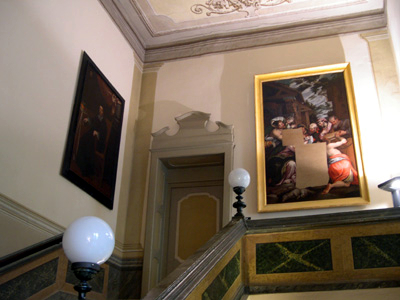
Lo scalone d'onore
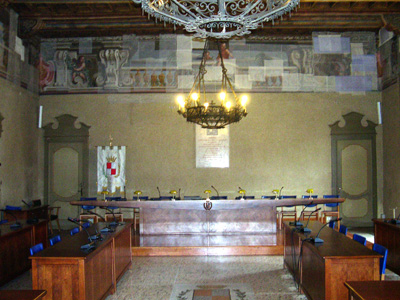
La sala consiliare

## Quadreria comunale
Il palazzo comunale raccoglie attualmente la quadreria di proprietà dell'amministrazione cittadina; le numerose tele sono corredate, a parete, di esaurienti note illustrative. L'esposizione è permanente; la visita è gratuita e può essere concordata con le strutture comunali competenti.